# Auggen
Auggen település Németországban, azon belül Baden-Württembergben. Lakosainak száma 2825 fő (2023. december 31.).

## Népesség
A település népessége az elmúlt években az alábbi módon változott:
| Lakosok száma | 1513 | 1634 | 1914 | 2017 | 1978 | 2099 | 2346 | 2491 | 2660 | 2825 |
|               | 1961 | 1967 | 1974 | 1980 | 1987 | 1993 | 2000 | 2006 | 2013 | 2023 |